# Temperatura di autoignizione
La temperatura di autoaccensione (o di autoignizione) di un combustibile è la temperatura minima alla quale la sostanza inizia spontaneamente a bruciare in presenza di ossigeno, senza sorgenti esterne di innesco (come fiamme o candele). La stessa temperatura costituisce infatti innesco sufficiente alla combustione.
La più bassa temperatura alla quale una sostanza si incendia in presenza di una sorgente esterna di accensione è conosciuta come punto di fiamma.
Per misurare sia la temperatura di autoaccensione sia il punto di fiamma si utilizza lo stesso apparato chiamato dispositivo di Pensky-Martens.

## Temperatura di autoaccensione di alcuni materiali
Di seguito è indicata la temperatura di autoaccensione di alcuni materiali:
- Acetaldeide 175 °C
- Acetone 465 °C
- Benzene 498 °C
- n-Butano 405 °C
- Carta 230 °C
- n-Esano 225 °C
- Etano 515 °C
- Etilene 450 °C
- Etanolo 400 °C
- Idrogeno 500 °C
- Legno 300 °C
- Metano 595/600 °C
- Metanolo 464 °C
- Propano 455 °C
- Propilene 458 °C
- Toluene 530 °C
- Zolfo 243 °C
- Cloroformio 192 °C